# Camargue

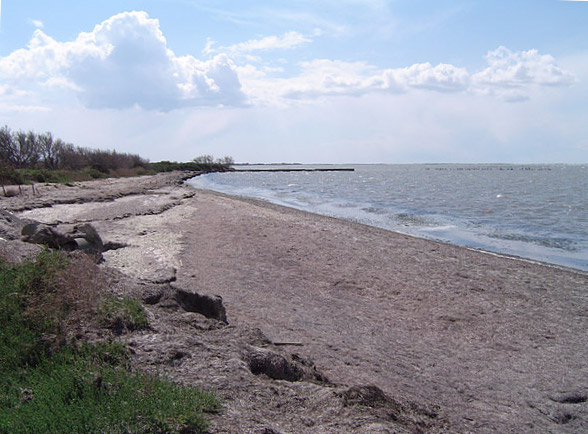
Étang de Vaccarès

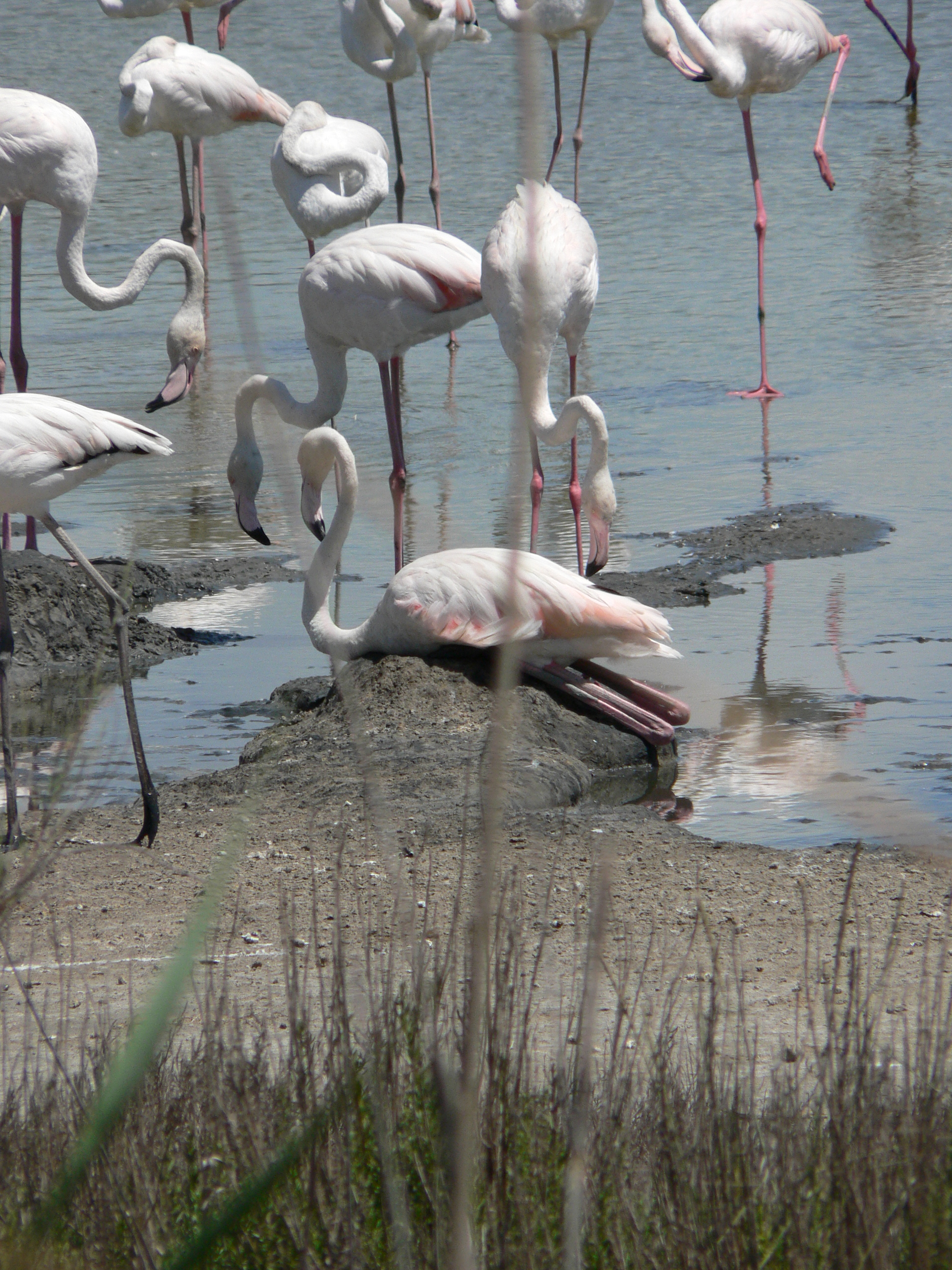
Flamingi w Camargue

Camargue (czytaj: kamárg) – kraina geograficzna na południu Francji położona między dwiema głównymi odnogami Rodanu w delcie tej rzeki i wybrzeżem Morza Śródziemnego. Znajduje się na terenie departamentu Bouches-du-Rhône, w gminach Arles i Saintes-Maries-de-la-Mer. Tzw. Mała Camargue (la Petite Camargue) jest bagienną niziną na zachód od Camargue, w departamencie Gard.

## Opis
Camargue ma powierzchnię ponad 930 km² i jest praktycznie dużą nizinną wyspą (otoczoną rzeką i morzem), położoną w jednej z największych delt rzecznych w Europie. 1/3 powierzchni zajmują jeziora – największe to Étang de Vaccarès. Wybrzeże morskie stanowią piaszczyste wydmy, środkową część zajmują bagna i jeziora, północna część to tereny rolnicze (uprawa ryżu). Gleba to głównie słonawe namuły rzeczne; teren jest regularnie podtapiany i zalewany; większość jezior to pozostałości starorzeczy.
Na terenie Camargue żyje około 400 gatunków rzadkich w Europie ptaków (m.in. największa na kontynencie kolonia lęgowa flamingów), a także innych zwierząt (w tym słynne dzikie białe „konie z Camargue”). Roślinność to głównie słonorośla i tamaryszek. Plagą regionu są komary.
Krajobraz Camargue został w dużym stopniu przekształcony przez człowieka (budowa grobli i kanałów odwadniających, osuszanie torfowisk i rozlewisk). Inicjatorami tych przedsięwzięć były zakony benedyktynów i cystersów, których opactwa – Ulmet, Franquevaux i Psalmody, zwane były „solnymi opactwami”. Region jest słabo zaludniony, ze względu na niesprzyjające warunki; nieliczna ludność utrzymuje się z turystyki, pozyskiwania soli morskiej (w sztucznych jeziorach o fioletowej barwie; w Girard Saint zbiera się jej milion ton rocznie) i hodowli byków do course camarguaise – bezkrwawej odmiany korridy. Położona nad morzem miejscowość Saintes-Maries-de-la-Mer jest celem słynnej corocznej pielgrzymki Cyganów (Romów) do cudownej figury świętej Sary (uważanej za ich protektorkę).

## Historia
Już w XIX w. próbowano bezskutecznie założyć uprawy ryżu w regionie, jednak udało się to dopiero w latach 40. XX w. przy wykorzystaniu przez reżim Vichy pracy i specjalistycznej wiedzy imigrantów z francuskich Indochin (głównie z terenu dzisiejszego Wietnamu). Tutejszy ryż różni się od azjatyckiego – ziarna mają kolor brązowo – czerwony, a smak lekko orzechowy.

## Ochrona przyrody
Niemal cały obszar Camargue jest objęty ochroną zarówno na szczeblu regionalnym, narodowym, jak i międzynarodowym. Do najważniejszych form ochrony należy wymienić:
Narodowy rezerwaty przyrody Camargue założony w 1928 r., podniesiony do obecnej rangi w 1975 r. chroni najcenniejszą, centralną część krainy na powierzchni 13117,50 ha i jest jednym z największych rezerwatów przyrody w Europie (dla porównania tylko 7 polskich parków narodowych ma większy obszar, a największy polski rezerwat przyrody Stawy Milickie zajmuje 5324 ha w pięciu częściach). Trzy mniejsze regionalne rezerwaty przyrody (Mahistre et Musette, Scamandre i Tour du Valat) chronią dodatkowe 2250 ha.
Na arenie międzynarodowej 1930 km² Camargue jest zaklasyfikowane jako rezerwat biosfery UNESCO, a 1140 km² jest wpisanych na listę ekosystemów wodnych o znaczeniu międzynarodowym konwencji ramsarskiej. Dodatkowo większość terenu należy do sieci Natura 2000.
Park regionalny Camargue (fr. Parc naturel régional de Camargue) powołano do istnienia 25 września 1970 r. na powierzchni 1200 km². Jego celem jest rozwój zrównoważony regionu oparty na ochronie bogactwa przyrodniczego i kulturalnego.